# First Sea Lord
The First Sea Lord er den øverstkommanderende i Royal Navy, tidligere kendt under titlen First Naval Lord. Han har også titlen Chief of Naval Staff, og er kendt under forkortelsen 1SL/CNS..

## First Naval Lords 1827–1904
Denne liste er ufuldstændig; hjælp gerne med at udfylde den.
- 1827–1828: hertugen af Clarence og St. Andrew (1765–1837), som Lord High Admiral, Admiral of the fleet fra 1811.

## First Sea Lords fra 1904
Denne liste er ufuldstændig; hjælp gerne med at udfylde den.
- 1912–1914: Louis af Battenberg (1854–1921), Admiral of the fleet i august–september 1921.
- 1916–1917: John Jellicoe, 1. jarl af Jellicoe (1859–1935), Admiral of the fleet fra 1919.
- 1919–1927: David Beatty, 1. jarl Beatty (1871–1936), Admiral of the fleet fra 1919.
- 1948–1951: Bruce Austin Fraser (1888–1981), Admiral of the fleet fra 1948.
- 1955–1959: Earl Mountbatten (1900–1979).